# 井伊直好
井伊 直好（いい なおよし）は、江戸時代前期の大名。上野国安中藩2代藩主、のち三河国西尾藩主、遠江国掛川藩初代藩主。直勝系井伊家2代。官位は従五位下・兵部少輔。

## 略歴
元和4年（1618年）、安中藩初代藩主・井伊直勝の長男として安中にて誕生した。
父の隠居で安中藩3万石を継いだが、正保2年（1645年）6月23日、5000石加増の上で西尾藩へ加増移封される。万治2年（1659年）正月28日に掛川藩に移封され、寛文12年（1672年）正月6日、掛川にて死去した。享年55。
跡を長男の直武が継いだ。

## 系譜
父母
- 井伊直勝（父）
- 中島新左衛門の娘（母）

正室
- 酒井鶴子 ー 酒井忠勝の娘（正室）
- 松平家信の娘（継室）

子女
- 井伊直武（長男）生母は継室